# One of These Nights
Pour l’article homonyme, voir One of These Nights (chanson).
Albums de Eagles
On the Border
(1974) Their Greatest Hits (1971–1975)
(1976)
Singles
1. One of These Nights
Sortie : 19 mai 1975
2. Lyin' Eyes
Sortie : 7 septembre 1975
3. Take it to the Limit
Sortie : 15 novembre 1975

One of These Nights est le quatrième album studio du groupe américain Eagles. Il est sorti le 10 juin 1975 sur le label Elektra Records/Asylum Records et comprend 9 titres.

## Historique
Cet album fut enregistré entre 1974 et 1975 à Los Angeles et Miami et produit par Bill Szymczyk. Il est le dernier album du groupe avec le guitariste Bernie Leadon. Celui-ci quittera le groupe en décembre 1975 et sera remplacé par Joe Walsh (auparavant avec James Gang).
Au niveau des compositions, on remarque que le duo Don Henley / Glenn Frey est le plus prolifique. Bernie Leadon composera en solo le titre instrumental Voyage of the Sorcerer qui sera repris plus tard pour illustrer le feuilleton radiophonique Le Guide du voyageur galactique créé par le romancier anglais Douglas Adams. Leadon composera aussi "I Wish You Peace avec sa compagne d'alors Patti Davis (fille du futur président des États-Unis, Ronald Reagan).
Cet album sera classé à la première place du Billboard 200 aux États-Unis et tous les singles qui en sont issus entreront dans le top 10 du Billboard Hot 100. Le single "One of These Nights" en atteindra la première place, "Lyin' Eyes" la deuxième et "Take It to the Limit", la quatrième.
Jim Ed Norman, qui joue le piano sur Lyin' Eyes et Take It to the Limit, a déjà collaboré avec les Eagles sur l'album Desperado en jouant les claviers sur deux chansons. Il connait bien Don Henley alors que les deux jouaient avec le groupe Felicity en 1969, ils ont produit un single en 1969. Puis ils ont changé leur nom pour Shiloh avant de publier un album éponyme en 1970 produit par Kenny Rogers, et le groupe s'est séparé. Il reviendra sur l'album Hotel California en 1976 puis sur Eagles Live en 1980, par la suite il travaillera avec de grands noms de la country américaine. 
L'album sera nommé aux Grammy Awards de 1976 dans la catégorie Album of the Year. La chanson "Lyin' Eyes fut nommé dans la catégorie Record of the Year et dans celle du Grammy Award for Best Pop Duo/Groupe Performance qu'elle remporta.

## Liste des titres

### Face A
| No | Titre                   | Auteur                                  | chant         | Durée |
| -- | ----------------------- | --------------------------------------- | ------------- | ----- |
| 1. | One of These Nights     | Don Henley, Glenn Frey                  | Don Henley    | 4:51  |
| 2. | Too Many Hands          | Randy Meisner, Don Felder               | Randy Meisner | 4:43  |
| 3. | Hollywood Waltz         | Bernie Leadon, Tom Leadon, Henley, Frey | Don Henley    | 4:04  |
| 4. | Journey of the Sorcerer | Leadon                                  | instrumental  | 6:40  |

### Face B
| No | Titre                    | Auteur                | chant                  | Durée |
| -- | ------------------------ | --------------------- | ---------------------- | ----- |
| 1. | Lyin' Eyes               | Henley, Frey          | Glenn Frey             | 6:22  |
| 2. | Take It to the Limit     | Meisner, Henley, Frey | Randy Meisner          | 4:49  |
| 3. | Visions                  | Felder, Henley        | Don Felder             | 4:00  |
| 4. | After the Thrill Is Gone | Henley, Frey          | Glenn Frey, Don Henley | 3:58  |
| 5. | I Wish You Peace         | Leadon, Patti Davis   | Bernie Leadon          | 3:45  |

## Musiciens

### Personnel
- Glenn Frey - Chant, guitare, piano, piano électrique, harmonium
- Bernie Leadon - Chant, guitare, banjo, mandoline, guitare pedal steel
- Don Felder - Chant, guitare, guitare slide
- Randy Meisner - Chant, basse
- Don Henley -  Chant, batterie, percussion, tabla

### Musiciens supplémentaires
- David Bromberg - Fiddle sur "Journey of the Sorcerer"
- Jim Ed Norman - Piano sur "Lyin' Eyes" et "Take It to the Limit", orchestrations, arrangements des cordes
- Albhy Galuten (en) - Synthétiseur sur "Hollywood Waltz"
- Sid Sharp - direction de l'orchestre
- The Royal Martian Orchestra - Cordes sur "Journey of the Sorcerer"
- The Eagles - arrangements des cordes

## Charts et Certifications
| Pays             | Durée du classement | Meilleur classement |
| ---------------- | ------------------- | ------------------- |
| Allemagne        | 1 semaines          | 49e                 |
| Canada           | 33 semaines         | 2e                  |
| États-Unis       | 56 semaines         | 1er                 |
| Norvège          | 10 semaines         | 9e                  |
| Nouvelle-Zélande | 44 semaines         | 2e                  |
| Pays-Bas         | 19 semaines         | 2e                  |

| Pays                  | Certification | Ventes      | Date       |
| --------------------- | ------------- | ----------- | ---------- |
| Australie (ARIA)      | 2 × Platine   | 140 000 +   | 1996       |
| Canada (Music Canada) | Platine       | 100 000 +   | 01/07/1976 |
| États-Unis (RIAA)     | 4 × Platine   | 4 000 000 + | 20/03/2001 |
| Royaume-Uni (BPI)     | Platine       | 300 000 +   | 12/11/2004 |

### Charts singles
| Date | Single               | Chart              | durée du classement | Position |
| ---- | -------------------- | ------------------ | ------------------- | -------- |
| 1975 | One of These Nights  | Hot 100            | 17 semaines         | 1er      |
| 1975 | One of These Nights  | (V) Ultratop       | 5 semaines          | 8e       |
| 1975 | One of These Nights  | RPM Top Singles    | 15 semaines         | 13e      |
| 1975 | One of These Nights  | RMNZ Singles Top40 | 26 semaines         | 3e       |
| 1975 | One of These Nights  | Mega Top 50        | 7 semaines          | 7e       |
| 1975 | One of These Nights  | UK Singles Chart   | 7 semaines          | 23e      |
| 1975 | Lyin' Eyes           | Hot 100            | 14 semaines         | 2e       |
| 1975 | Lyin' Eyes           | RPM Top Singles    | 8 semaines          | 19e      |
| 1975 | Lyin' Eyes           | RMNZ Singles Top40 | 18 semaines         | 7e       |
| 1975 | Lyin' Eyes           | Mega Top 50        | 2 semaines          | 23e      |
| 1975 | Lyin' Eyes           | UK Singles Chart   | 7 semaines          | 23e      |
| 1976 | Take It To the Limit | Hot 100            | 23 semaines         | 4e       |
| 1976 | Take It To the Limit | RPM Top Singles    | 17 semaines         | 16e      |
| 1976 | Take It To the Limit | RMNZ Singles Top40 | 5 semaines          | 23e      |
| 1976 | Take It To the Limit | UK Singles Chart   | 7 semaines          | 12e      |